# بیوسایرس (داکوتای شمالی)
بیوسایرس(به انگلیسی: Bucyrus) شهری در ایالت داکوتای شمالی کشور ایالات متحده آمریکا است که جمعیت آن در سرشماری سال ۲۰۱۰ میلادی، ۲۷ نفر بوده‌است.